# Яроцький Дмитро Петрович

Дмитро Петрович Яроцький (15 травня 1895 — † ?) — підполковник Армії УНР.

## Біографія
Народився у м. Козятин Київської губернії. Закінчив Жмеринську гімназію (1913), 1-ше Київське військове училище (1 жовтня 1914).
Служив підпоручиком 11-го піхотного запасного батальйону. 17 травня 1916 р. був переведений до 16-го гренадерського Мінгрельського полку, командував 15-ю ротою. З 21 червня 1916 р. — штабс-капітан.
6 червня 1917 р. за власним бажанням був відряджений у розпорядження штабу Київської військової округи для зарахування до українських частин. З 13 червня 1917 р. — командир 9-ї сотні 1-го Українського козацького полку ім. гетьмана Б. Хмельницького військ  Центральної Ради, хоча прибув до полку 14 жовтня 1917 р. після затримки, пов'язаної з діяльністю у Центральній Раді. З 20 жовтня 1917 р. — начальник команди піших розвідників 1-го Українського козацького полку ім. гетьмана Б. Хмельницького. З 27 грудня 1917 р. — ад'ютант головнокомандувача військами Південно-Західного фронту (до 28 січня 1918).
З 16 лютого 1918 р. — старший ад'ютант бердичівського повітового коменданта Центральної Ради, з 10 червня 1918 р. — старший ад'ютант губернського військового комісара Поділля, з 5 вересня 1918 р. — помічник начальника особливого відділу штабу 2-го Подільського корпусу Армії Української Держави, з 28 грудня 1918 р. — помічник начальника організаційно-мобілізаційного відділу штабу Холмсько-Галицького (згодом — Правобережного) фронту Дієвої армії УНР. 3 10 січня 1919 р. — помічник начальника оперативного відділу штабу Правобережного фронту Дієвої армії УНР
З 10 квітня 1919 р. — старший ад'ютант відділу генерал-квартирмейстерства штабу Гуцульського коша Дієвої армії УНР, з 10 травня 1919 р — начальник оперативно-розвідчої частини штабу  3-ї Залізної дивізії Дієвої армії УНР, з 9 листопада 1919 р. хворів на тиф. З 12 лютого 1920 р. — у резерві старшин при штабі 4-ї бригади Армії УНР, з 2 березня 1920 р. — начальник оперативної частини штабу 4-ї бригади Армії УНР, з 11 квітня 1920 р. — начальник оперативного відділу штабу 3-ї Залізної дивізії Армії УНР. З 25 липня 1920 р — підполковник. З 3 вересня 1920 р. — помічник начальника оперативного відділу штабу Армії УНР, з 16 вересня 1920 р. — начальник оперативного відділу штабу Армії УНР.
У 1921 р. — приділений до штабу 2-ї запасної бригади Армії УНР. У 1921 р. прийняв католицизм та вже як поляк вступив на службу до польської армії. Подальша доля невідома.